# Alexander Nuno Alvaro
Alexander Nuno Alvaro (Bonn-Bad Godesberg, 26 de maig de 1975) és un advocat i polític alemany que exerceix de diputat europeu pel Partit Democràtic Lliure, de l'Aliança dels Liberals i Demòcrates per Europa. Pertany als Joves Liberals, les joventuts del Partit Democràtic Lliure, on des del 2003 és membre de l'executiva federal.
Durant el seu primer mandat al Parlament Europeu (2004 – 2009), va treballar a la Comissió de Llibertats Civils, Justícia i Afers d'Interior del Parlament Europeu, va ser membre de la delegació de relacions amb el Consell Legislatiu Palestí i va fer de substitut a la Comissió d'Assumptes Jurídics i a la delegació de relacions amb Austràlia i Nova Zelanda.
Pel que fa al seu segon mandat (des del 2009), va esdevenir vicepresident de la Comissió de Pressupostos i membre de la Comissió de Llibertats Civils, Justícia i Afers d'Interior i de la comissió especial sobre els reptes polítics i recursos pressupostaris per a una Unió Europea (UE) sostenible després de 2013. També va pertànyer a la delagació de relacions amb Iran i va excercir de portaveu de l'Aliança dels Liberals i Demòcrates per Europa sobre afers interiors.
Alexander Alvaro també ha participat en diversos informes i campanyes europees, com Oneseat.eu, juntament amb Cecilia Malmström, per reclamar una sola seu per a les institucions europees; a la negociació amb el govern estatunidenc per a un ràpid tractat entre la UE i els Estats Units; i en la defensa de les llibertats civils en projectes de llei, com l'ACTA. És membre de la junta d'EU40, l'associació de parlamentaris i funcionaris de la UE menors de 40 anys que té l'objectiu de millorar les polítiques transpartisanes de la UE enfocades en les diferents generacions, i dona suport al manifest del Grup Spinelli, a favor de l'assoliment del federalisme europeu.
El febrer de 2013 va instar l'Estat espanyol a autoritzar el referèndum sobre la independència de Catalunya: «Si els catalans creuen que és un bon enfocament, Madrid ha de deixar la decisió a les seves mans».